# Sauber C30
De Sauber C30 is een Formule 1-auto, die in 2011 wordt gebruikt door het Formule 1-team van Sauber.

## Onthulling
De C30 werd op 31 januari 2011 onthuld op het Circuit Ricardo Tormo.
| Jaar | Chassis    | Motor      | Banden | Coureurs        | 1   | 2   | 3   | 4   | 5   | 6   | 7   | 8   | 9   | 10  | 11  | 12  | 13  | 14  | 15  | 16  | 17  | 18  | 19  | Punten | WK-plaats |
| ---- | ---------- | ---------- | ------ | --------------- | --- | --- | --- | --- | --- | --- | --- | --- | --- | --- | --- | --- | --- | --- | --- | --- | --- | --- | --- | ------ | --------- |
| 2011 | Sauber C30 | Ferrari V8 | P      |                 | AUS | MAL | CHN | TUR | SPA | MON | CAN | EUR | GBR | DUI | HON | BEL | ITA | SIN | JPN | KOR | IND | ABU | BRA | 44     | 6e        |
| 2011 | Sauber C30 | Ferrari V8 | P      | Sergio Pérez    | DSQ | DNF | 17  | 14  | 9   | DNS | PO  | 11  | 7   | 11  | 15  | DNF | DNF | 10  | 8   | 16  | 10  | 11  | 13  | 44     | 6e        |
| 2011 | Sauber C30 | Ferrari V8 | P      | Kamui Kobayashi | DSQ | 7   | 10  | 10  | 10  | 5   | 7   | 16  | DNF | 9   | 11  | 12  | DNF | 14  | 13  | 15  | DNF | 10  | 9   | 44     | 6e        |

Red Bull RB7 ·
McLaren MP4-26 ·
Ferrari 150° Italia ·
Mercedes MGP W02 ·
Renault R31 ·
Williams FW33 ·
Force India VJM04 ·
Sauber C30 ·
Toro Rosso STR6 ·
Lotus T128 ·
HRT F111 ·
Virgin MVR-02